# 鸟舌兰
鸟舌兰（学名：Ascocentrum ampullaceum）为兰科鸟舌兰属下的一个种。主要分佈於中華人民共和國云南南部至东南部勐腊、景洪、普洱、澜沧、沧源、孟连以及喜马拉雅山西北部、尼泊尔、锡金、不丹、印度东北部以及缅甸、泰国、老挝海拔1100-1500米的常绿阔叶林中树干上。

## 扩展阅读
- 維基物種上的相關：鸟舌兰